# He Is a Jolly Good Fellow
He Is a Jolly Good Fellow è un cortometraggio muto del 1913. Il nome del regista non viene riportato nei credit.

## Produzione
Il film fu prodotto dalla Essanay Film Manufacturing Company.

## Distribuzione
Distribuito dalla General Film Company, il film - un cortometraggio di una bobina - uscì nelle sale cinematografiche USA il 18 agosto 1913; è conosciuto anche con il titolo For He's a Jolly Good Fellow.